# Dumitrașcu Cantacuzino
Dumitrașcu Cantacuzino (alternativ: Dumitrașco, poreclit: Țarigrădeanul; n. 1620 – d. 1686, Constantinopol, Imperiul Otoman) a fost domnul Moldovei în trei rânduri.

## Viață
Era fiul marelui vistiernic Mihai Cantacuzino. Între 1673-1674 a fost capuchehaia lui Ștefan Petriceicu la Înalta Poartă.
Dumitrașcu l-a pârât împreună cu Stroe Leurdeanu pe postelnicul Constantin Cantacuzino la Grigore I Ghica, ceea ce a dus la uciderea postelnicului în 1663. 
Prima domnie a lui a rămas în memoria oamenilor prin jaful cumplit al tătarilor, care au iernat în țară pentru a respinge o eventuală invazie a polonezilor.
În 1674, Dumitrașcu Cantacuzino a distrus parte din zidurile cetăților Suceava, Neamț și Hotin, la ordinul Porții.
În a doua parte a secolului al XVII-lea, Dumitrașcu Cantacuzino a înlocuit sistemul de impunere a cislei cu așa zisele hârtii care se dădeau pe fețele oamenilor (dări individuale). Pe aceste hârtii se treceau numele locuitorilor, porecla (nu exista nume de familie), satul și suma datorată visteriei. Locuitorii aveau obligația să poarte aceste hârtii cu ei pentru a putea fi oricând controlați dacă și-au plătit birul.
A doua domnie a fost rău încercată de o foamete excesivă, astfel încât se spune că oamenii mureau de foame pe stradă, iar lupii intrau în orașe și mâncau cadavrele rămase neîngropate; (16 ocale de grâu costau un galben, ocaua de unt un galben, găina un leu). Dumitrașcu Cantacuzino a murit la Constantinopol, în mare mizerie.